# アバカリキ

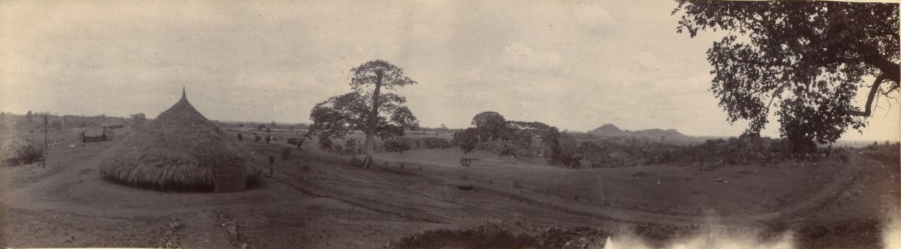
1910年頃のアバカリキ

アバカリキ(Abakaliki)はナイジェリア南東部のエボニ州の州都。
2011年の人口は17万2180人。
エヌグから約64km南東に位置する。
イボ人のAfikpo-Abakaliki族が多い。
1967年に南東部州が設置される以前は、オゴジャ州の州都だった。

## 歴史
17世紀、奴隷貿易の重要拠点だった。
18世紀、アロ人がアバカリキと周辺地域を襲撃し続けた。

## 人口
- 2006年3月21日：14万9683人
- 2011年3月21日：17万2180人

## 交通
- エヌグ・アフィクポ（英語版）・オゴジャ（英語版）と道路で繋がっている[2]。

## 教育
- エボニ州立大学（英語版）